# Сантіно Марелла
Ентоні Кареллі (англ. Anthony Carelli, нар. 14 березня 1974) — італійсько-канадський професійний реслер. Також відомий тим, що деякий час видавав себе за власну сестру, Сантіна Марелла (англ. Santina Marella). За час виступу в WWE був дворазовим інтерконентальним чемпіоном, командним чемпіоном разом з Володимиром Козловим, а також виграв почесний титул Містер і Міс Реслманія в одній особі. До звільнення Теодора Лонга був асистентом генерального менеджера SmackDown. Покинув WWE в 2014 році. 

## До реслінгу
Карелли народився в місті Міссісаґа провінції Онтаріо. До того, як стати професійним реслером, він деякий час вивчав змішані бойові мистецтва в Японії, а вже потім поїхав в США, де почав навчання реслінгу.

## Кар'єра в професійному реслінгу

### Ohio Valley Wrestling
Кар'єру професійного реслера він почав в Ohio Valley Wrestling — федерації, яка постачає професійні кадри в WWE. Після того як він долучився ло федерації йому дали псевдонім Джонні Джо Беском. Був залучений в неприємний скандал з Джимом Корнеттом, головним Букером компанію та її співвласником. Після сюжетної лінії, де замість того, щоб злякатися Бугімена, він почав сміятися, Джим розлютився і вдарив Кареллі, що призвело до звільнення Корнетта з поста букера OVW.
На місце Джима Корнетта запросили Пола Хеймана, який змінив псевдонім Кареллі і дав йому новий образ — російського бійця Бориса Олексієва. Як Алєксієв він дебютував 12 квітня 2006 року, разом зі своїм менеджером і «товарищем» містером Стронгко. Новий образ передбачав домінування над суперниками в жорсткій атакуючій манері з набором больових прийомів, як приклад перемога над реслером Дьюї. 11 серпня 2006 він підписав розвиваючий контракт з WWE, після чого продовжив працювати в OVW.
24 січня 2007 Алєксієв завоював титул телевізійного чемпіона OVW, перемігши Погану Компанію (Майк Круель і Шон Осборн), які разом тримали цей титул. Втратив він звання чемпіона в бою проти Круеля 7 лютого, а повернув його собі 14 березня. Друге чемпіонство тривало всього 3 дні, оскільки він програв пояс Шону Спірсу 17 березня. Через місяць його викликали в активний ростер.

### World Wrestling Entertainment
Дебют в головному ростері відбувся 16 квітня 2007 року на WWE RAW, випуск якого проходив у Мілані, В Італії, на якому він був присутній як звичайний фанат реслінгу. За сюжетом Вінс Макмехон викликав першого-ліпшого глядача, щоб дати йому можливість битися з УмагОЮ за титул інтерконтинентального чемпіона в матчі без правил, і саме цим «глядачем» став Кареллі. Але завдяки втручанню Боббі Лешлі Ентоні Карелли переміг. Згодом ця ніч була названа «Міланським дивом».

#### Гламарелла (2008–2009)

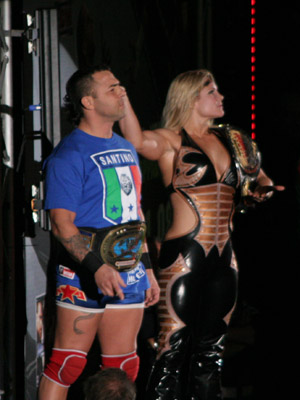
Сантіоно як інтерконтинентальний чемпіон зі своєю тодішньою партнеркою Бет Фенікс у 2008 році.

Після завоювання титулу Кареллі став новою зіркою WWE. Глядачі знали його під ім'ям Сантіно Марелла. Незабаром Умага забирає Інтерконтинентальний титул назад. Після цього Марелла починає ворожнечу за титули командних чемпіонів разом з Карліто, але коли титули були у нього майже в руках, йому заважає Роді Пайпер і Марелла програє. Через деякий час він об'єднується з Бет Фенікс. Свій союз вони називають Гламарелла (поєднання прізвиська Бет і псевдонімного прізвища Карелли — Glamazon і Marella). Незабаром Фенікс завойовує в змішаному поєдинку титул Чемпіонки Дів для себе і титул Інтерконтинентального Чемпіона для Марелли. Але пізніше Марелла програє свій титул Вільяму Рігалу. Після цього відбувся розкол Гламарелли, і Сантіно стає фейсом. Він входить в образ веселуна і клоуна, чиї дії на ринзі здаються абсурдними, а перемоги — чистим везінням. Проте публіка любила його, причому саме за це. На РеслМанії XXV проводилась королівська битва серед дів за право називатися Міс РеслМанія. Кареллі вийшов на ринг, прикинувшись своєю сестрою Сантіна Марелла і виграв битву. Після чого успішно захистив почесне звання від колишньої напарниці Бет, але програв його Віккі Герреро. Однак незабаром викликав її на матч-реванш і повернув титул назад.

#### Альянс з Володимиром Козловим (2010–2011)

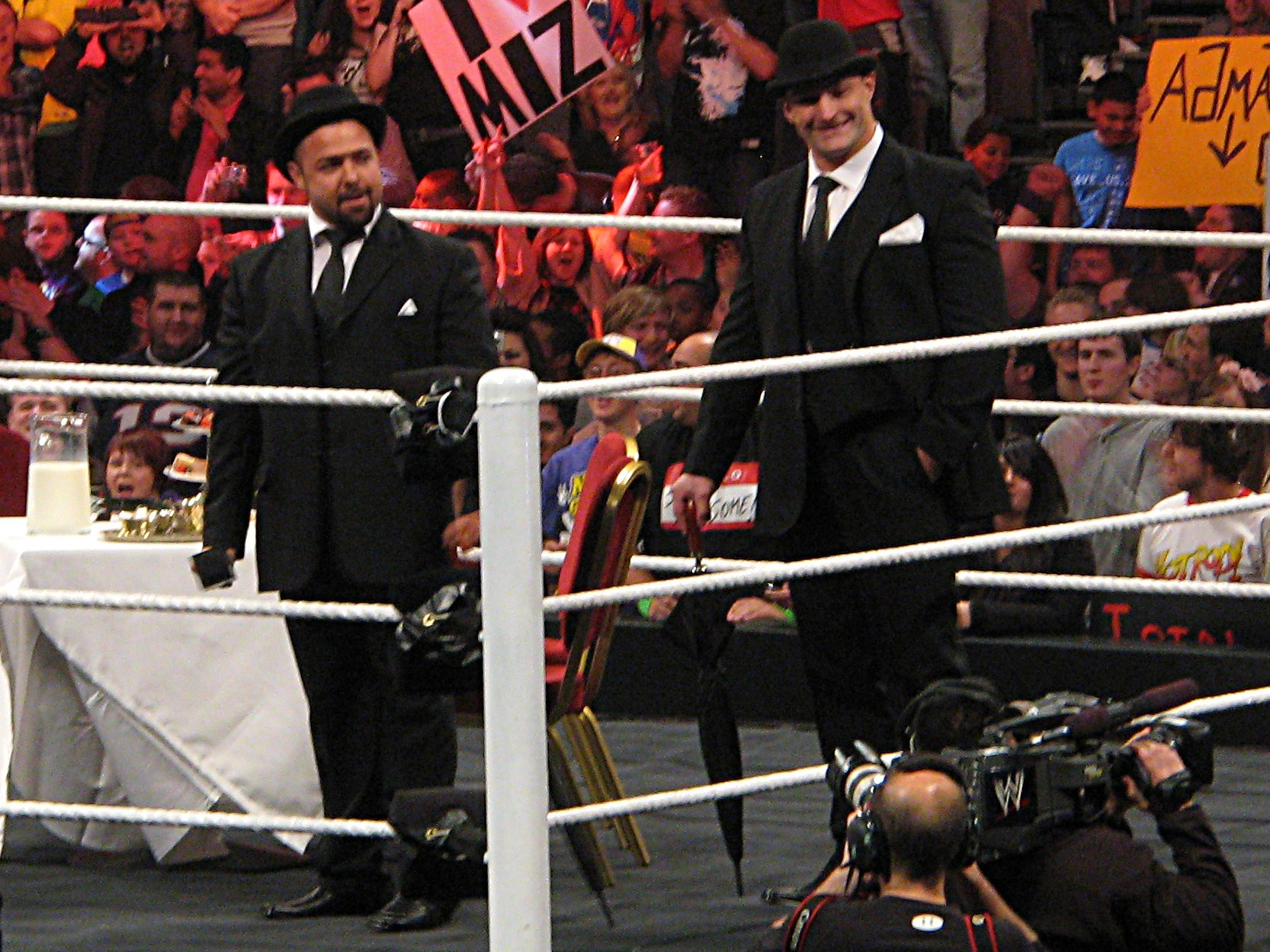
Марелла і Козлов в листопаді 2010 року на RAW в Манчестері, Англія

Після РеслМанії XXVI Марелла вирішив взяти собі в союзники Володимира Козлова, але Козлов не погоджувався доти, поки Сантіно не допоміг йому перемогти в змішаному поєдинку. Пізніше Сантіно відновив ф'юд з Вільямом Рігалом. Козлов, колишній партнер Рігала в ECW, тепер допомагав Сантіно. Після командного бою 4 на 4, в якому Марелла, Козлов, Голдаст і Великий Калі перемогли Рігала, Зака Райдера, Прімо і Клоуна Доінка. Пізніше Марелла і Козлов перемагають команди Нексус (Джастіна Гебріела і Хіта Слейтера), Марка Генрі і Еши Татсу і братів Усо вони стають командними Чемпіонами WWE. Вони тримали титули аж до Elimination Chamber, де програли їх Джастіну Гебріелу і Хіту Слейтеру, що ввійшли до складу угруповання The Corre (Ядро). Для РеслМанії XXVII Біг Шоу зібрав команду реслеров проти Ядра, до якої увійшли увійшли Кейн, Сантіно і Козлов. Однак перед PPV Ядро травмували Козлова, і його замінив Кофі Кінгстон. На РеслМанії команда Шоу перемогла. Пізніше Марелла сам збирає угруповання APPLE, куди увійшли Марк Генрі, Еван Борн і Деніел Брайан. Але їм не вдається перемогти і угрупування розпадається. Пізніше Володимир Козлов повертається після травми, і дует Сантіно і Козлова повертається. Разом вони двічі намагалися стати претендентами на титул Командних Чемпіонів WWE, але безуспішно. 5 серпня Володимир Козлов був звільнений з WWE, і це поклало край його дуету з Сантіно.

#### Чемпіон Сполучених Штатів WWE (2011–2012)

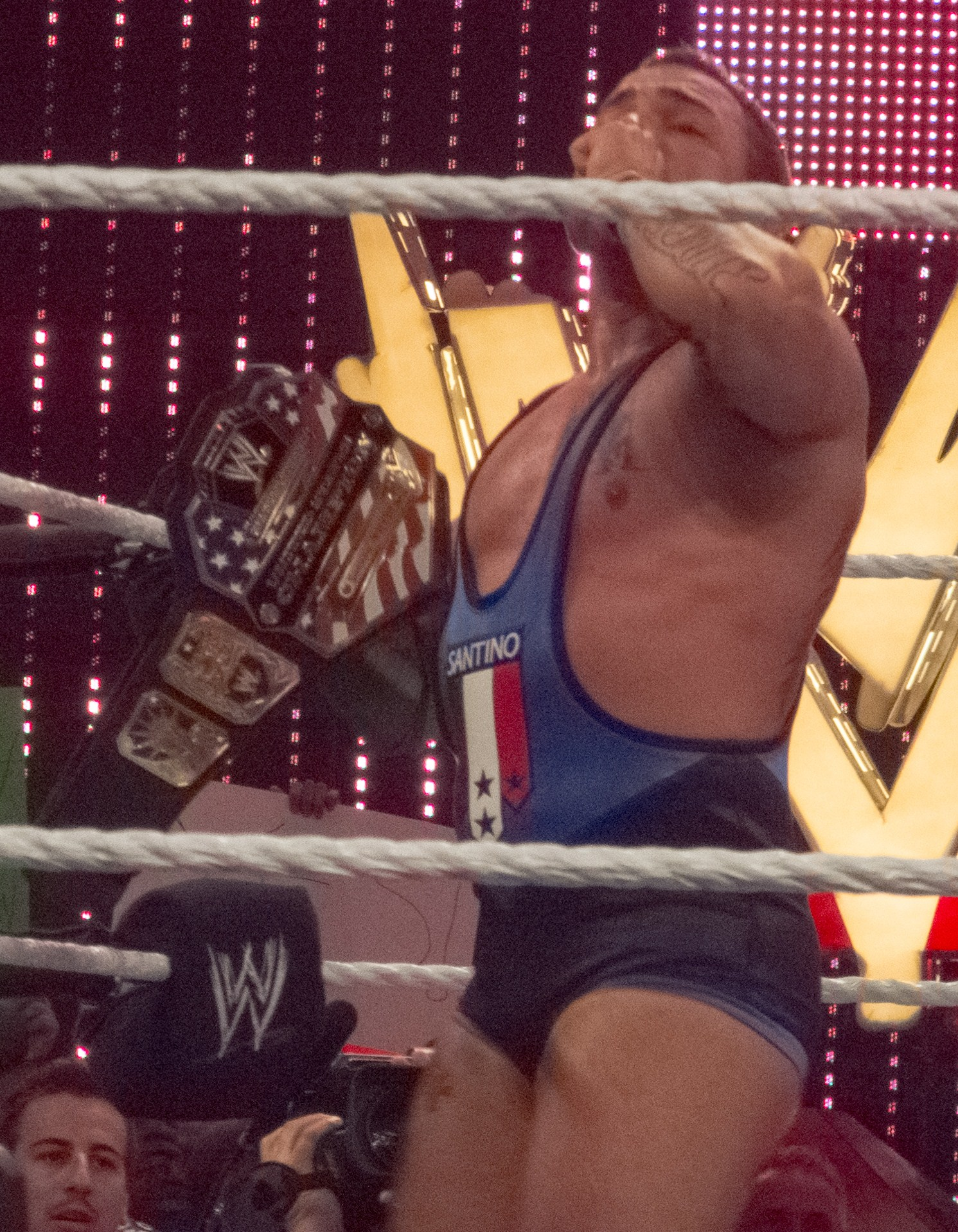
Кареллі з поясом чемпіона Сполучених Штатів.

Після розпаду дуету Сантіно знайшов союзника в особі Зака Райдера. Вони перемогли Командних Чемпіонів WWE Девіда Отонгу і Майкла Макгіллікаті на випуску Superstars. Однак на наступному RAW команда програє і втрачає шанс претендувати на титул. Після цього Марелла потрапив в автомобільну аварію, через що не міг виступати. 3 жовтня повернувся на RAW і переміг Джиндера Махала. 24 жовтня бився проти Дольфа Зігглера і програв йому. Після матчу на Сантіно напав Зігглер і Джек Сваггер, але Сантіно врятував Мейсон Райан. Після низки поразок Сантіно хотів стати новим асистентом Теодора Лонга. Щоб ним стати, Сантіно переміг Дрю Макінтайра.
Пізніше Сантіно встав на захист Теодора Лонга і його посади ген менеджера обох брендів. На РеслМанії 28 Сантіно став капітаном команди Лонга, але команда програла. Сантіно втратив посаду помічника Тедді і повернувся до звичайних виступів. На Extreme Rules (2012) Сантіно захистив титул чемпіона Сполучених Штатів на пре-шоу проти Міза. На No Way Out (2012) переміг в матчі зі смокінгами Рікардо Родрігеса. На Money in the Bank (2012) брав участь в битві за кейс, який дає право на матч за титул чемпіона світу у важкій вазі. На SummerSlam програв свій титул Антоніо Сезар, на Night of champions брав участь в королівському бою за право битися проти чемпіона Сполучених Штатів в якому переміг Зак Райдер.

#### Подальший час; Травма (2012–2013)
Сантіно знову почав ворогувати з Антоніо Сезаро, але програв йому. На Королівської битві 2013 Сантіно вийшов під номером 5, але вилетів практично відразу ж розкидавши всіх він злякався і розгубився і його відразу ж вибив Коді Роудс. 1 квітня на Raw програв Марку Генрі. Після поєдинку Марк спробував атакувати Сантіно але йому на допомогу прийшов Райбек. 19 квітня на SmackDown Сантіно заступився за Ліліан Гарсію, над якою знущався Фанданґо.

#### Повернення (2013-2014)
Сантіно повернувся 9 вересня на RAW і переміг Антоніо Сезаро. 13 вересня на SmackDown Сантіно переміг Деміена Сендоу. 20 вересня на SmackDown Марелла переміг Джека Сваггера. 23 вересня на Raw Фанданґо переміг Сантіно. Він переміг Хіта Слейтера на наступному епізоді Smackdown і почав приєднуватися до Великого Калі та Хорнсвоггла. Потім Marella почала ворожнечу з Сезаро і його партнером по команді Джеком Сваггером. Сантіно переміг Сваггера 20 вересня на Smackdown. 30 вересня на Raw він переміг Сезаро. 
Вихід на пенсію (2014)
Після третьої травми шиї, Марелла оголосив про свою відставку 6 липня в Торонто. 16 вересня 2014 року Марелла успішно переніс операцію на шиї. 

## В реслінгу
- Фінішер
  - Cobra Strike
- Улюблені прийоми
  - Arm drag

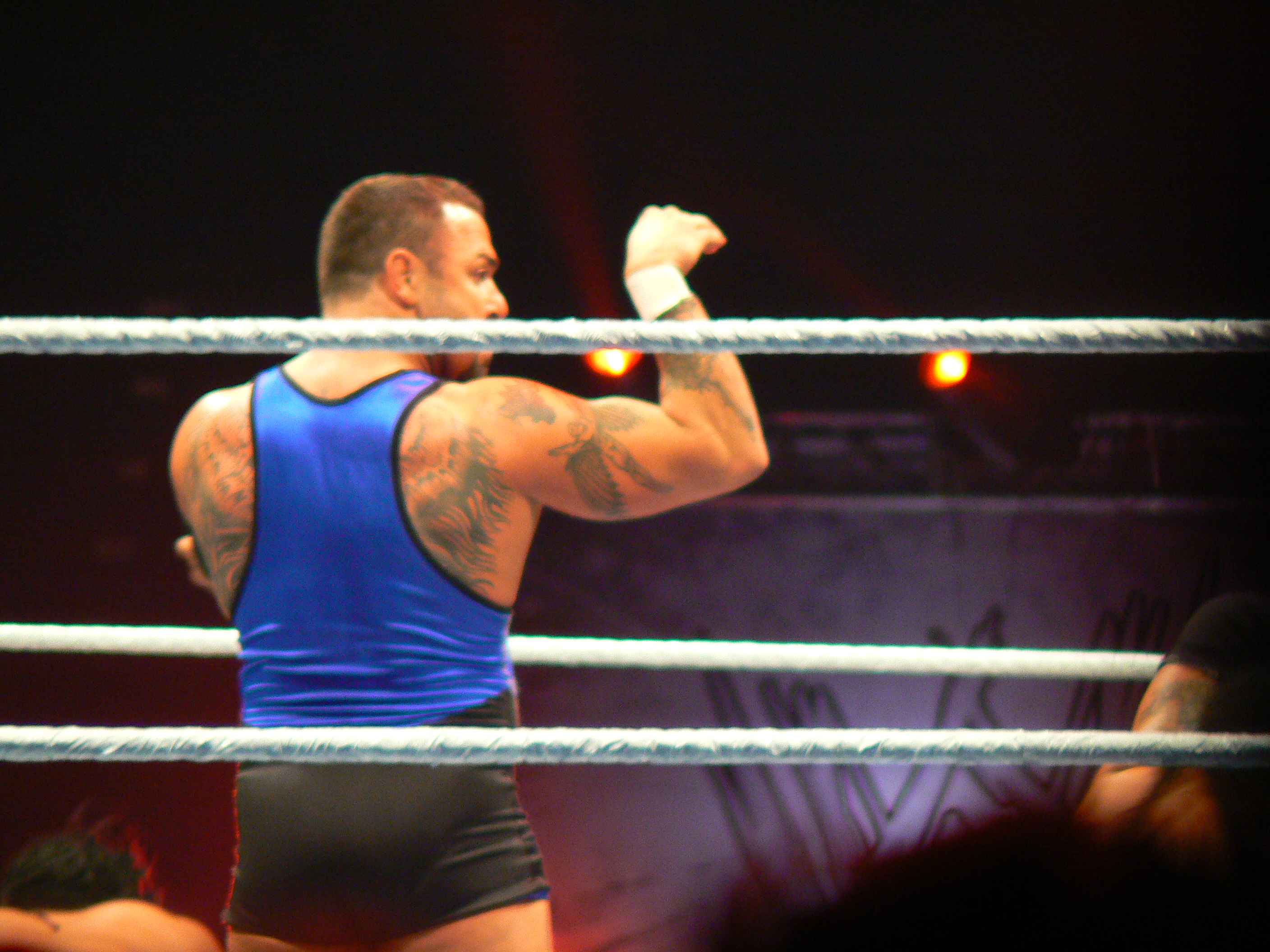
Марелла готується виконати свій фінішер — Укус кобри.

  - Running headbutt drop, with theatrics
  - Split evasion followed by a hip toss
  - Snap suplex
  - STO
  - Three left-handed jabs

Музичні теми
- - «Anvil of Crom» від Basil Poledouris
  - «La Vittoria è Mia (Victory Is Mine)» від Джима Джонсона
  - «You Look So Good to Me (Remix)» від Джима Джонсона

## Титули і нагороди
- Ohio Valley Wrestling

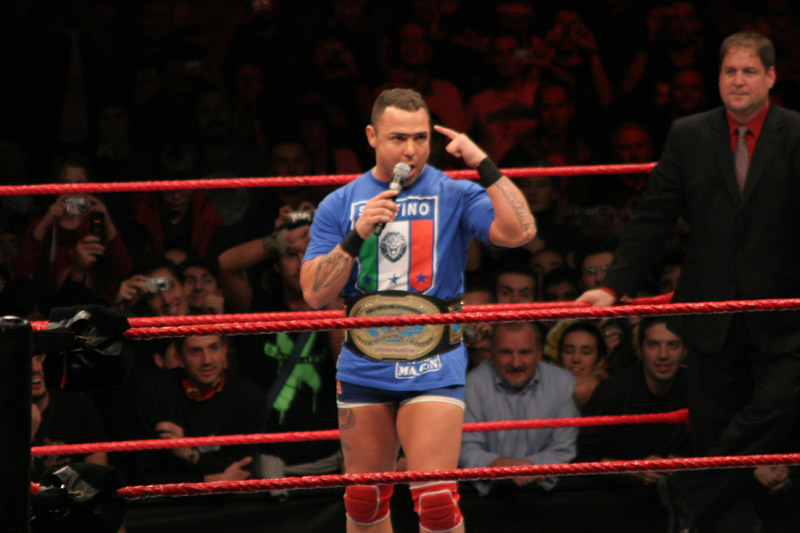
Сантіно під час свого інтерконтинентального чемпіонства

  - OVW Television Championship (2 рази)
- Pro Wrestling Illustrated
  - PWI ставить його номером #60 з топ 500 найкращих реслерів у 2012 році
- World Wrestling Entertainment
  - Інтерконтинентальний чемпіон WWE(2 рази)
  - Командне чемпіонство WWE (1 раз) — з Володимиром Козловим
  - Чемпіон Сполучених Штатів WWE (1 раз)
  - Місс Реслманія (2 рази)
- Wrestling Observer Newsletter
  - Найкращий гіммік (2007, 2008)